# لا فلز
اللَّا فِلِزُّ (بالفصل بين الكلمتين) أو غَيْرُ الفِلِزِّ عنصرٌ كيميائي، ليس له بريق معدِني (أي: بلا لَمَعان؛ لأنه لا يعكس الضوء)، رديء الإيصال للكهرباء والحرارة؛ إذ ليس فيه إلكترونات حرة، لا يُطرَق ولا يُسحَب (لا مطَّاطيَّة له)، يتفاعل مع غيره باكتساب الإلكترونات.  يميل العنصر غير الفلزي فيزيائيًا إلى مَلْك نقطة انصهار، ونقطة غليان، وكثافة منخفضة نسبيًا، وهو هشٌّ عادةً.
أما كيميائيًّا، فتميل اللا فلزات إلى مَلْك طاقة تأين، وأُلفة إلكترونية، وكَهرَسلبية عالية نسبيًا.
تكتسب اللا فلزات الإلكترونات أو تشاركها إذا تفاعلت مع العناصر والمركبات الكيميائية الأخرى. وصُنِّفَ سبعةَ عشرَ عنصرًا عمومًا على أنها غيرُ فلزية، فمعظمها غازات، وهي: الهِدروجين، والهِليوم، والنِتروجين، والأُكْسِجين، والفُلُور، والنيون، والكُلُور ، والأرجون، والكربتون، والزِنُون، والرادون؛ وسائلٌ واحد وهو البُرُوم؛ وموادُّ صُلْبة قليلة، هي: الكربون، والفسفور، والكِبريت، والسلنيوم ،واليود. تُعامل الفلزات مثل: البورون، والسيليكون، والجرمانيوم، معاملةَ اللا فلزات أحيانًا.
واللا فلزات مجموعتان بحسَب مدى ميلها النسبي إلى تكوين مركبات كيميائية، وهما: اللا فلزات التفاعلية، والغازات النبيلة. تختلف اللا فلزات التفاعلية في خصائصها غير المعدِنية. والعناصرُ القليلة الكَهرَسلبية  ( كالكربون، والكِبريت) ، تحوي غالبًا خصائصَ غيرَ معدنية ضعيفة إلى متوسطة القوة، وتميل إلى تكوين مركبات تساهمية مع المعادن، أما اللا فلزات التفاعلية الأكثر كهرسلبية (كالأكسجين، والفلور) فتتميز بخصائص غير معدنية أقوى وتميل إلى تركيب مركبات أيونية مع المعادن في الغالب. وأما الغازات النبيلة فتتميز بخمولها عن تكوين مركبات مع عناصر أخرى.
وتمييز المجموعتين ليس مطلقًا؛ لحدوث تداخلات بين الخصائص (بما في ذلك مع أشباه الفلزات) مما يؤدي إلى ظهور خصائص أقل تميزًا أو شبيهة بالهجين أو غير نمطية. ومع أن العناصر الفلزية خمسةُ أضعاف العناصر غير الفلزية، فإن اثنين من اللا فلزات -الهدروجين، والهليوم- أكثرُ من 99 بالمِائْة من الكون المرئي،  وإن الأكسجين غير الفلزي نِصفُ قشرة الأرض والمحيطات والغلاف الجوي.  وجُلُّ تركيب الكائنات الحية من اللا فلزات: الهيدروجين، والأكسجين، والكربون، والنيتروجين. واللا فلزات مركباتٌ أكثرُ جدًا من المعادن. 

## التعريف
لا يوجد تعريف دقيق لللافلزات. بشكل عام ، يمكن اعتبار أي عنصر يفتقر إلى الخصائص المعدنية على أنه لا فلز.
تشمل العناصر المصنفة عمومًا على أنها غير فلزية عنصرًا واحدًا في المجموعة 1 (الهيدروجين) ؛ واحد في مجموعة الكربون وهو الكربون ؛ اثنان في مجموعة النتروجين (النيتروجين والفوسفور) ؛ ثلاثة في مجموعة الكالكوجين 16 (الأكسجين والكبريت والسيلينيوم) ؛ ومعظم عناصر مجموعة الهالوجينات (الفلور والكلور والبروم واليود) ؛ وجميع عناصر مجموعة الغازات النبيلة (مع استثناء محتمل لغاز الأوغانيسون).
ونظرًا لعدم وجود تعريف متفق عليه على نطاق واسع لللافلزات ، لذا يتم تصنيف العناصر الموجودة في الجدول الدوري المجاور للمكان الذي تلتقي فيه المعادن باللافلزات بشكل غير متسق من قبل علماء مختلفين. العناصر المصنفة أحيانًا على أنها لا فلزية هي: البورون (B) ، السيليكون (Si) ، الجرمانيوم (Ge) ، الزرنيخ (As) ، الأنتيمون (Sb) ، التيلوريوم (Te) ، والأستاتين (At). يُصنف السيلينيوم غير المعدني (Se) أحيانًا على أنه شبه فلز ، خاصة في الكيمياء البيئية.

## الخصائص

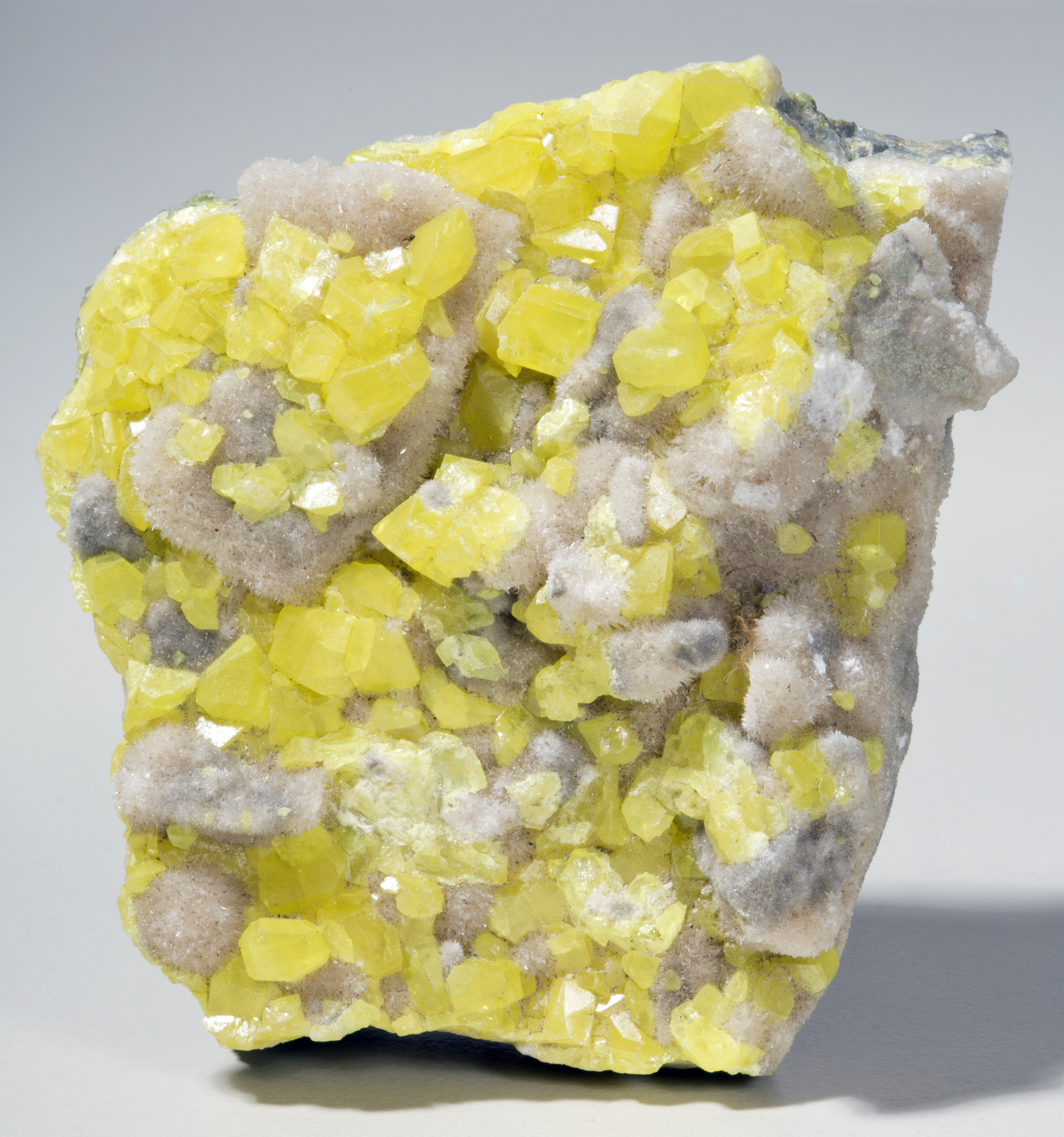
كبريت الخام

تُظهر اللافلزات تباينًا في خصائصها أكثر من المعادن. يتم تحديد هذه الخصائص من خلال قوى الترابط بين الذرات والتراكيب الجزيئية لذلك اللافلز ، وكلاهما يتغير عندما يختلف عدد إلكترونات التكافؤ في اللافلز. بالمقابل ، تمتلك المعادن بنية أكثر تجانسًا ويمكن التوفيق بين خصائصها بسهولة أكبر. 
من الناحية الفيزيائية ، تتواجد اللافلزات بشكل كبير كغازات ثنائية الذرة أو أحادية الذرة ، أما الباقي فهو موجود بأشكال أكثر متانة (معبأة مفتوحة) على عكس المعادن التي تكون كلها تقريبًا صلبة ومعبأة بشكل وثيق. عندما تكون اللافلزات في الحالة الصلبة ، فإنها تكون ذات مظهر شبه معدني (باستثناء الكبريت) وتكون في الغالب هشة ، على عكس المعادن التي تكون براقة لها قابلية للسحب والطرق أو التشكيل بشكل عام؛ عادة ما يكون للافلزات كثافة أقل من المعادن ؛ وموصلية قليلة للحرارة والكهرباء ؛ وتميل إلى أن تكون نقاط انصهارها وغليانها أقل بكثير من تلك الخاصة بالمعادن.
كيميائيًا ، تحتوي اللافلزات في الغالب على طاقات تأين عالية ، وألفة إلكترونية عالية (قيمة الألفة إلكترونية للنيتروجين والغازات النبيلة تكون سالبة) وقيم كهرسلبية عالية مع ملاحظة أنه بشكل عام ، كلما زادت طاقة التأين للعنصر والألفة الألكترونية والكهرسلبية كلما اقترب هذا العنصر من خصائص اللافلزات.  عادة ما توجد اللافلزات (بما في ذلك - إلى حد محدود - الزينون وربما الرادون) كأنيونات أو أوكسينات في محلول مائي ؛ تشكل اللافلزات بشكل عام مركبات أيونية أو تساهمية عندما تتفاعل مع المعادن (على عكس المعادن ، التي تشكل في الغالب سبائك عند تفاعلها مع معادن أخرى) ؛ ولها أكاسيد حمضية في حين أن الأكاسيد الشائعة لجميع المعادن تقريبًا قاعدية.

## اقرأ أيضا
- الجدول الدوري
- فلز
- تكافؤ
- تفاعل كيميائي